# Mimir (Leopard)

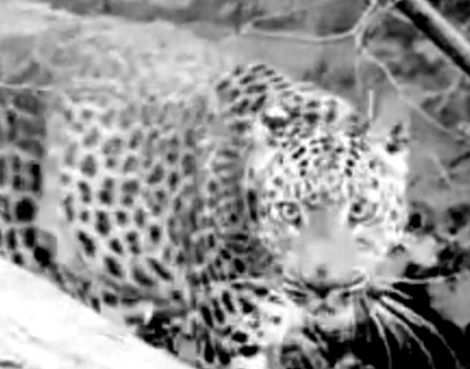
Mimir im Film Le diamant noir (1913)

Mimir († 1914) war eine Leopardin, die in den frühen 1910er-Jahren in Frankreich und Belgien durch ihren Einsatz in mehreren Filmen eine große Bekanntheit hatte.

## Leben
Der französische Filmregisseur Alfred Machin (1877–1929) war bei der Pariser Filmgesellschaft Pathé-Freres angestellt. 1907 wurde er nach Afrika geschickt, um Naturfilme über die Tierwelt zu drehen. Dort entstanden unter seiner Regie mehr als 20 Filme, vor allem über Großkatzen. Zurück in Europa drehte er Komödien und Slapstick-Filme, in denen afrikanische Tiere vorkamen. 1912 wurde er von Pathé nach Belgien geschickt, um dort eine Filmindustrie aufzubauen.
Mimir kam als Jungtier mit Machin nach Frankreich und wurde zu seinem Lieblingstier. Sie kam in den Jahren von 1911 bis 1913 in vielen seiner Filme zum Einsatz, oft als Hauptrolle, und war besonders in Belgien beliebt. Ein Beispiel ist der Kurzfilm Saïda a enlevé Manneken-Pis, in dem unter anderem der Schauspieler Fernand Mertens – später berühmt unter dem Namen Fernand Gravey – eine Kinderrolle hatte. Dort entführt Mimir den Manneken Pis und wird danach von der Brüsseler Gendarmerie gejagt, die sich aber zu ungeschickt anstellt, um den Leoparden zu fangen.

## Name
Mimir ist ein Wesen der nordischen Mythologie, das eine der Quellen unter dem Weltenbaum Yggdrasil hütet.

## Filmografie
Der Regisseur der Filme ist Alfred Machin, wenn nicht anders vermerkt.
- 1911: L’effroyable châtiment de Yann le troubadour
- 1911: Little Moritz chasse les grands fauves
- 1911: Babylas vient d’hériter d’une panthère
- 1912: La Fleur sanglante
- 1912: La Grotte des supplices
- 1912: Babylas va se marier
- 1912: Sous la griffe, Regie: Jean Durand
- 1913: Saïda a enlevé Manneken-Pis
- 1913: L’Agent Rigolo et son chien policier